# 펠리시오 브라운 포브스
펠리시오 아난도 브라운 포브스(Felicio Anando Brown Forbes, 1991년 8월 28일 ~ )는 코스타리카의 축구선수로 현재 타이 리그 1의 무앙통 유나이티드에서 공격수로 뛰고 있다.